# Txomin Agirre
Pour les articles homonymes, voir Agirre.
Txomin Agirre, Domingo Agirre ou Domingo de Aguirre Badiola né le 4 mai 1864 à Ondarroa et mort le 14 janvier 1920 à Zumaia, est un prêtre, écrivain et académicien basque espagnol de langue basque et espagnole. Il est considéré dans la littérature basque comme un des créateurs du roman basque.
Trois de ses livres sont des œuvres majeures dans la littérature basque. Auñemendiko Lorea (La fleur d'Auñamendi, 1898), Kresala (Eau de mer, 1906), et Garoa (La fougère, 1912). L'auteur frappe autant par son réalisme que par son côté moralisateur.
Txomin Agirre est né dans une famille modeste. Après avoir été ordonné prêtre, il est chapelain de l'Ordre du Carmel de la Charité de Zumaia. C'est aussi un ami du prêtre Resurreccion Maria Azkue, une des grandes figures de la réappropriation du basque; et grâce à qui, il devient membre académicien à l'Euskaltzaindia ou Académie de la langue basque.
Txomin Agirre est auteur de trois romans classiques majeurs. Auñemendiko Lorea, publié en 1898, suit le modèle des romans historiques du romantisme. Ce livre est souvent comparé avec Amaya o los vascos en el siglo VIII de Navarro Villoslada. C'est un roman historique qui raconte la vie de Sainte Rictrude, disciple de Saint Amand. En revanche, ses deux autres romans s'inscrivent plutôt dans la tradition costumbriste, et à quelques occasions, on les compare avec les œuvres de José María de Pereda. Selon López Gaseni, ils décrivent véritablement les façons traditionnelles de vie au Pays basque. Ce dernier soutient aussi la thèse selon laquelle « les modes de vie traditionnels du Pays Basque (la pêche, dans le premier cas, le pastoralisme, dans le second) sont les seuls éthiquement possible) ».
Auñamendiko Lorea et Kresala sont écrits en dialecte biscayen, alors que Garoa est écrit en dialecte guipuscoan. 
L'Académie de la langue basque attribue chaque année un prix de roman avec le nom de l'écrivain.
Dans son village natal, à Ondarroa, une ikastola appartenant au Diocèse porte son nom. Il existe aussi une association et, dans les fêtes d'Ondarroa (15 août), une des tamborradas qui portent son nom.